# 韋克菲爾德高地
69°20′S 65°10′W / 69.333°S 65.167°W
韋克菲爾德高地（英語：Wakefield Highland），是南極洲的高地，位於帕爾默地，北面是赫耳墨斯冰川，西面是羅茨冰川源頭，在1947年12月22日由美國探險隊拍攝空中照片，現時由南極條約體系管理。